# ↑THE HIGH-LOWS↓
↑THE HIGH-LOWS↓(더 하이로우즈, 일본어: ザ・ハイロウズ 자 하이로우즈[*])는 일본에 있었던 록 밴드이다. 1995년에 결성되어 활동하다가 2005년에 해체되었다.